# Großer Preis von Monaco 1991
Der Große Preis von Monaco 1991 (offiziell XLIX Grand Prix Automobile de Monaco) fand am 12. Mai auf dem Circuit de Monaco in Monte Carlo statt und war das vierte Rennen der Formel-1-Weltmeisterschaft 1991.

## Berichte

### Hintergrund
Dieselben Piloten, die zwei Wochen zuvor den Großen Preis von San Marino bestritten, traten auch in Monaco an.
Mit Alain Prost (viermal), Ayrton Senna (dreimal) und Riccardo Patrese (einmal) traten drei ehemalige Sieger zu diesem Grand Prix an.

### Training
Neben Senna, der sich ebenso wie an jedem der drei vorangegangenen Rennwochenenden des Jahres die Pole-Position sicherte, qualifizierte sich Tyrrell-Pilot Stefano Modena überraschend für den zweiten Startplatz. Patrese folgte neben Nelson Piquet. Nigel Mansell und Gerhard Berger bildeten die dritte Startreihe.
Martin Brundle wurde disqualifiziert, da er einer Aufforderung zum Wiegen nicht nachkam.

### Rennen

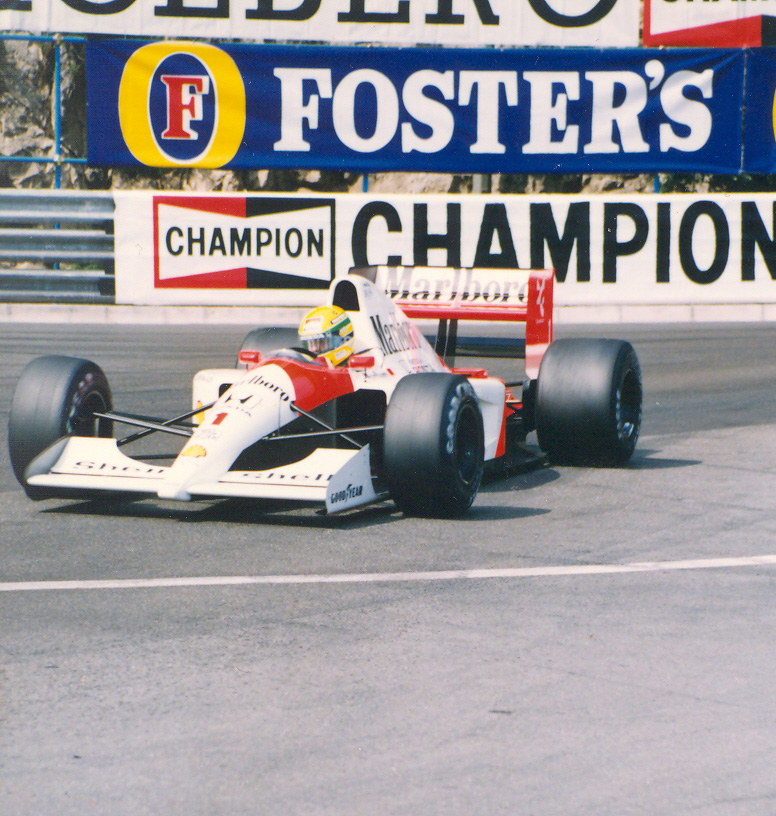
Rennsieger Ayrton Senna 1991 in Monaco

Obwohl Modena ein guter Start gelang, behielt Senna die Führung und gab sie bis ins Ziel nicht ab. In der ersten Kurve kollidierte Berger mit Piquet. Der Basilianer schied sofort aus. Berger steuerte die Box an, um Reparaturen an seinem Wagen durchführen zu lassen. Als er wenig später versuchte, sich das Visier zu reinigen, rammte er im Bereich des Schwimmbads die Streckenbegrenzung und schied aus.

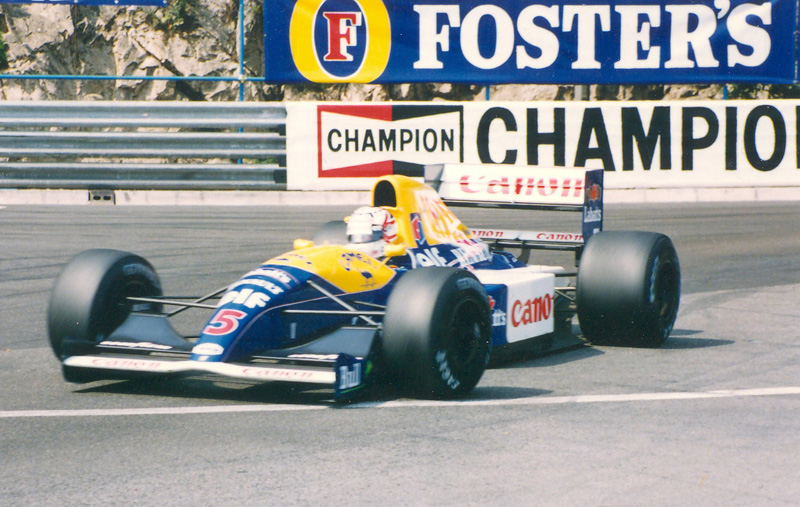
Nigel Mansell wurde Zweiter und sicherte sich die ersten Punkte der Saison.

Pierluigi Martini verhielt sich unsportlich, indem er seinen Landsmann Modena am Überrunden hinderte. Er erhielt dafür als erster Fahrer der Formel-1-Geschichte nach einer neu eingeführten Regel eine Zehn-Sekunden-Zeitstrafe, die in der Boxengasse absolviert wurde.
In der 30. Runde zog Prost an seinem ehemaligen Teamkollegen Mansell vorbei und gelangte dadurch auf den vierten Rang. Zu einer weiteren Veränderung kam es 13 Runden später, als Modenas Motor im Tunnel explodierte und Patrese auf Öl, das dadurch auf die Strecke gelangte, ins Aus rutschte. Somit lag Senna mit deutlichem Vorsprung in Führung vor dem nun zweitplatzierten Prost sowie Mansell.
In Runde 63 griff Mansell Prost an und überholte ihn, da dieser nachgab, um eine Kollision zu vermeiden. Kurz darauf musste der Franzose außerplanmäßig die Box aufsuchen. Er erreichte das Ziel als Fünfter hinter dem siegreichen Senna sowie Mansell, Jean Alesi und Roberto Moreno. JJ Lehto, der mehrere Runden lang auf dem sechsten Platz gelegen hatte, erreichte das Ziel aufgrund eines Motorschadens nicht. Stattdessen erhielt sein Teamkollege Emanuele Pirro den letzten Punkt des Tages.
Nach vier Siegen in Folge führte Senna die Weltmeisterschaft entsprechend der neuen Punkteregel mit 40 Zählern an und hatte 29 Punkte Vorsprung auf den Zweitplatzierten Prost.

## Meldeliste
| Team                              | Nr. | Fahrer             | Chassis            | Motor                    | Reifen |
| --------------------------------- | --- | ------------------ | ------------------ | ------------------------ | ------ |
| Honda Marlboro McLaren            | 01  | Ayrton Senna       | McLaren MP4/6      | Honda RA121E 3.5 V12     | G      |
| Honda Marlboro McLaren            | 02  | Gerhard Berger     | McLaren MP4/6      | Honda RA121E 3.5 V12     | G      |
| Braun Tyrrell Honda               | 03  | Satoru Nakajima    | Tyrrell 020        | Honda RA101E 3.5 V10     | P      |
| Braun Tyrrell Honda               | 04  | Stefano Modena     | Tyrrell 020        | Honda RA101E 3.5 V10     | P      |
| Canon Williams Team               | 05  | Nigel Mansell      | Williams FW14      | Renault RS3 3.5 V10      | G      |
| Canon Williams Team               | 06  | Riccardo Patrese   | Williams FW14      | Renault RS3 3.5 V10      | G      |
| Motor Racing Developments         | 07  | Martin Brundle     | Brabham BT60Y      | Yamaha OX99 3.5 V12      | P      |
| Motor Racing Developments         | 08  | Mark Blundell      | Brabham BT60Y      | Yamaha OX99 3.5 V12      | P      |
| Footwork Grand Prix International | 09  | Michele Alboreto   | Footwork FA12      | Porsche 3512 3.5 V12     | G      |
| Footwork Grand Prix International | 10  | Alex Caffi         | Footwork FA12      | Porsche 3512 3.5 V12     | G      |
| Team Lotus                        | 11  | Mika Häkkinen      | Lotus 102B         | Judd EV 3.5 V8           | G      |
| Team Lotus                        | 12  | Julian Bailey      | Lotus 102B         | Judd EV 3.5 V8           | G      |
| Fondmetal                         | 14  | Olivier Grouillard | Fondmetal GR01     | Ford Cosworth DFR 3.5 V8 | G      |
| Leyton House Racing               | 15  | Maurício Gugelmin  | Leyton House CG911 | Ilmor 2175A 3.5 V10      | G      |
| Leyton House Racing               | 16  | Ivan Capelli       | Leyton House CG911 | Ilmor 2175A 3.5 V10      | G      |
| AGS Racing                        | 17  | Gabriele Tarquini  | AGS JH25B          | Ford Cosworth DFR 3.5 V8 | G      |
| AGS Racing                        | 18  | Fabrizio Barbazza  | AGS JH25B          | Ford Cosworth DFR 3.5 V8 | G      |
| Camel Benetton Ford               | 19  | Roberto Moreno     | Benetton B191      | Ford Cosworth HB5 3.5 V8 | P      |
| Camel Benetton Ford               | 20  | Nelson Piquet      | Benetton B191      | Ford Cosworth HB5 3.5 V8 | P      |
| BMS Scuderia Italia               | 21  | Emanuele Pirro     | Dallara 191        | Judd GV 3.5 V10          | P      |
| BMS Scuderia Italia               | 22  | JJ Lehto           | Dallara 191        | Judd GV 3.5 V10          | P      |
| Minardi Team                      | 23  | Pierluigi Martini  | Minardi M191       | Ferrari 037 3.5 V12      | G      |
| Minardi Team                      | 24  | Gianni Morbidelli  | Minardi M191       | Ferrari 037 3.5 V12      | G      |
| Ligier Gitanes                    | 25  | Thierry Boutsen    | Ligier JS35        | Lamborghini 3512 3.5 V12 | G      |
| Ligier Gitanes                    | 26  | Érik Comas         | Ligier JS35        | Lamborghini 3512 3.5 V12 | G      |
| Scuderia Ferrari SpA              | 27  | Alain Prost        | Ferrari 642        | Ferrari 037 3.5 V12      | G      |
| Scuderia Ferrari SpA              | 28  | Jean Alesi         | Ferrari 642        | Ferrari 037 3.5 V12      | G      |
| Larrousse F1                      | 29  | Éric Bernard       | Lola LC91          | Ford Cosworth DFR 3.5 V8 | G      |
| Larrousse F1                      | 30  | Aguri Suzuki       | Lola LC91          | Ford Cosworth DFR 3.5 V8 | G      |
| Coloni Racing                     | 31  | Pedro Chaves       | Coloni C4          | Ford Cosworth DFR 3.5 V8 | G      |
| Team 7Up Jordan                   | 32  | Bertrand Gachot    | Jordan 191         | Ford Cosworth HB4 3.5 V8 | G      |
| Team 7Up Jordan                   | 33  | Andrea de Cesaris  | Jordan 191         | Ford Cosworth HB4 3.5 V8 | G      |
| Modena Team                       | 34  | Nicola Larini      | Lambo 291          | Lamborghini 3512 3.5 V12 | G      |
| Modena Team                       | 35  | Eric van de Poele  | Lambo 291          | Lamborghini 3512 3.5 V12 | G      |

## Klassifikationen

### Qualifying
| Pos. | Fahrer             | Konstrukteur       | Vorqualifikation | Vorqualifikation  | 1. Qualifikationstraining | 1. Qualifikationstraining | 2. Qualifikationstraining | 2. Qualifikationstraining | Start |
| Pos. | Fahrer             | Konstrukteur       | Zeit             | Ø-Geschwindigkeit | Zeit                      | Ø-Geschwindigkeit         | Zeit                      | Ø-Geschwindigkeit         | Start |
| ---- | ------------------ | ------------------ | ---------------- | ----------------- | ------------------------- | ------------------------- | ------------------------- | ------------------------- | ----- |
| 01   | Ayrton Senna       | McLaren-Honda      | –                | –                 | 1:20,508                  | 148,815 km/h              | 1:20,344                  | 149,119 km/h              | 01    |
| 02   | Stefano Modena     | Tyrrell-Honda      | –                | –                 | 1:23,442                  | 143,582 km/h              | 1:20,809                  | 148,261 km/h              | 02    |
| 03   | Riccardo Patrese   | Williams-Renault   | –                | –                 | 1:22,057                  | 146,006 km/h              | 1:20,973                  | 147,960 km/h              | 03    |
| 04   | Nelson Piquet      | Benetton-Ford      | –                | –                 | 1:22,816                  | 144,668 km/h              | 1:21,159                  | 147,621 km/h              | 04    |
| 05   | Nigel Mansell      | Williams-Renault   | –                | –                 | 1:23,274                  | 143,872 km/h              | 1:21,205                  | 147,538 km/h              | 05    |
| 06   | Gerhard Berger     | McLaren-Honda      | –                | –                 | 1:21,222                  | 147,507 km/h              | 1:21,583                  | 146,854 km/h              | 06    |
| 07   | Alain Prost        | Ferrari            | –                | –                 | 1:22,113                  | 145,906 km/h              | 1:21,455                  | 147,085 km/h              | 07    |
| 08   | Roberto Moreno     | Benetton-Ford      | –                | –                 | 1:23,476                  | 143,524 km/h              | 1:21,804                  | 146,457 km/h              | 08    |
| 09   | Jean Alesi         | Ferrari            | –                | –                 | 1:22,966                  | 144,406 km/h              | 1:21,910                  | 146,268 km/h              | 09    |
| 10   | Andrea de Cesaris  | Jordan-Ford        | 1:23,538         | 143,417 km/h      | 1:24,257                  | 142,194 km/h              | 1:22,764                  | 144,759 km/h              | 10    |
| 11   | Satoru Nakajima    | Tyrrell-Honda      | –                | –                 | 1:24,435                  | 141,894 km/h              | 1:22,972                  | 144,396 km/h              | 11    |
| 12   | Emanuele Pirro     | Dallara-Judd       | 1:24,421         | 141,917 km/h      | 1:23,311                  | 143,808 km/h              | 1:23,022                  | 144,309 km/h              | 12    |
| 13   | JJ Lehto           | Dallara-Judd       | 1:23,260         | 143,896 km/h      | 1:23,022                  | 144,309 km/h              | 1:23,893                  | 142,810 km/h              | 13    |
| 14   | Pierluigi Martini  | Minardi-Ferrari    | –                | –                 | 1:24,101                  | 142,457 km/h              | 1:23,064                  | 144,236 km/h              | 14    |
| 15   | Maurício Gugelmin  | Leyton House-Ilmor | –                | –                 | 1:24,920                  | 141,083 km/h              | 1:23,394                  | 143,665 km/h              | 15    |
| 16   | Thierry Boutsen    | Ligier-Lamborghini | –                | –                 | 1:24,728                  | 141,403 km/h              | 1:23,431                  | 143,601 km/h              | 16    |
| 17   | Gianni Morbidelli  | Minardi-Ferrari    | –                | –                 | 1:24,481                  | 141,817 km/h              | 1:23,584                  | 143,338 km/h              | 17    |
| 18   | Ivan Capelli       | Leyton House-Ilmor | –                | –                 | 1:25,040                  | 140,884 km/h              | 1:23,642                  | 143,239 km/h              | 18    |
| 19   | Aguri Suzuki       | Lola-Ford          | –                | –                 | 1:26,380                  | 138,699 km/h              | 1:23,898                  | 142,802 km/h              | 19    |
| 20   | Gabriele Tarquini  | AGS-Ford           | –                | –                 | 1:25,078                  | 140,821 km/h              | 1:23,909                  | 142,783 km/h              | 20    |
| 21   | Éric Bernard       | Lola-Ford          | –                | –                 | 1:25,370                  | 140,340 km/h              | 1:24,079                  | 142,495 km/h              | 21    |
| 22   | Mark Blundell      | Brabham-Yamaha     | –                | –                 | 1:25,500                  | 140,126 km/h              | 1:24,109                  | 142,444 km/h              | 22    |
| 23   | Érik Comas         | Ligier-Lamborghini | –                | –                 | 1:24,747                  | 141,371 km/h              | 1:24,151                  | 142,373 km/h              | 23    |
| 24   | Bertrand Gachot    | Jordan-Ford        | 1:24,802         | 141,280 km/h      | 1:24,540                  | 141,718 km/h              | 1:24,208                  | 142,276 km/h              | 24    |
| 25   | Michele Alboreto   | Footwork-Ford      | –                | –                 | 1:27,843                  | 136,389 km/h              | 1:24,606                  | 141,607 km/h              | 25    |
| 26   | Mika Häkkinen      | Lotus-Judd         | –                | –                 | 1:24,868                  | 141,170 km/h              | 1:24,829                  | 141,235 km/h              | 26    |
| DNQ  | Julian Bailey      | Lotus-Judd         | –                | –                 | 1:28,772                  | 134,961 km/h              | 1:26,995                  | 137,718 km/h              | –     |
| DNQ  | Fabrizio Barbazza  | AGS-Ford           | –                | –                 | 1:28,060                  | 136,053 km/h              | 1:27,079                  | 137,585 km/h              | –     |
| DNQ  | Alex Caffi         | Footwork-Ford      | –                | –                 | –                         | –                         | –                         | –                         | –     |
| DSQ  | Martin Brundle     | Brabham-Yamaha     | –                | –                 | 1:24,840                  | 141,216 km/h              | –                         | –                         | –     |
| DNPQ | Nicola Larini      | Lambo-Lamborghini  | 1:25,893         | 139,485 km/h      | –                         | –                         | –                         | –                         | –     |
| DNPQ | Eric van de Poele  | Lambo-Lamborghini  | 1:26,282         | 138,856 km/h      | –                         | –                         | –                         | –                         | –     |
| DNPQ | Pedro Chaves       | Coloni-Ford        | 1:27,389         | 137,097 km/h      | –                         | –                         | –                         | –                         | –     |
| DNPQ | Olivier Grouillard | Fondmetal-Ford     | 1:27,759         | 136,519 km/h      | –                         | –                         | –                         | –                         | –     |

### Rennen
| Pos. | Fahrer            | Konstrukteur       | Runden | Stopps | Zeit        | Start | Schnellste Runde |
| ---- | ----------------- | ------------------ | ------ | ------ | ----------- | ----- | ---------------- |
| 01   | Ayrton Senna      | McLaren-Honda      | 78     | 0      | 1:53:02,334 | 01    | 1:25,250         |
| 02   | Nigel Mansell     | Williams-Renault   | 78     | 0      | + 18,348    | 05    | 1:24,850         |
| 03   | Jean Alesi        | Ferrari            | 78     | 0      | + 47,455    | 09    | 1:26,055         |
| 04   | Roberto Moreno    | Benetton-Ford      | 77     | 0      | + 1 Runde   | 08    | 1:25,823         |
| 05   | Alain Prost       | Ferrari            | 77     | 1      | + 1 Runde   | 07    | 1:24,368         |
| 06   | Emanuele Pirro    | Dallara-Judd       | 77     | 0      | + 1 Runde   | 12    | 1:26,924         |
| 07   | Thierry Boutsen   | Ligier-Lamborghini | 76     | 0      | + 2 Runden  | 16    | 1:27,787         |
| 08   | Bertrand Gachot   | Jordan-Ford        | 76     | 0      | + 2 Runden  | 24    | 1:27,163         |
| 09   | Éric Bernard      | Lola-Ford          | 76     | 0      | + 2 Runden  | 21    | 1:27,624         |
| 10   | Érik Comas        | Ligier-Lamborghini | 76     | 0      | + 2 Runden  | 23    | 1:27,304         |
| 11   | JJ Lehto          | Dallara-Judd       | 75     | 0      | + 3 Runden  | 13    | 1:27,541         |
| 12   | Pierluigi Martini | Minardi-Ferrari    | 72     | 2      | + 6 Runden  | 14    | 1:27,740         |
| –    | Mika Häkkinen     | Lotus-Judd         | 64     | 0      | DNF         | 26    | 1:26,627         |
| –    | Gianni Morbidelli | Minardi-Ferrari    | 49     | 0      | DNF         | 17    | 1:28,648         |
| –    | Maurício Gugelmin | Leyton House-Ilmor | 43     | 0      | DNF         | 15    | 1:28,012         |
| –    | Stefano Modena    | Tyrrell-Honda      | 42     | 0      | DNF         | 02    | 1:25,629         |
| –    | Riccardo Patrese  | Williams-Renault   | 42     | 0      | DNF         | 03    | 1:25,147         |
| –    | Mark Blundell     | Brabham-Yamaha     | 41     | 0      | DNF         | 22    | 1:27,641         |
| –    | Michele Alboreto  | Footwork-Ford      | 39     | 0      | DNF         | 25    | 1:30,366         |
| –    | Satoru Nakajima   | Tyrrell-Honda      | 35     | 0      | DNF         | 11    | 1:27,740         |
| –    | Aguri Suzuki      | Lola-Ford          | 24     | 0      | DNF         | 19    | 1:28,661         |
| –    | Andrea de Cesaris | Jordan-Ford        | 21     | 0      | DNF         | 10    | 1:26,257         |
| –    | Ivan Capelli      | Leyton House-Ilmor | 12     | 0      | DNF         | 18    | 1:28,803         |
| –    | Gabriele Tarquini | AGS-Ford           | 9      | 0      | DNF         | 20    | 1:29,711         |
| –    | Gerhard Berger    | McLaren-Honda      | 9      | 1      | DNF         | 06    | 1:25,228         |
| –    | Nelson Piquet     | Benetton-Ford      | 0      | 0      | DNF         | 04    | –                |

## WM-Stände nach dem Rennen
Die ersten sechs des Rennens bekamen 10, 6, 4, 3, 2 bzw. 1 Punkt(e).

### Fahrerwertung
| Pos. | Fahrer            | Konstrukteur     | Punkte |
| ---- | ----------------- | ---------------- | ------ |
| 01   | Ayrton Senna      | McLaren-Honda    | 40     |
| 02   | Alain Prost       | Ferrari          | 11     |
| 03   | Gerhard Berger    | McLaren-Honda    | 10     |
| 04   | Riccardo Patrese  | Williams-Renault | 6      |
| 05   | Nigel Mansell     | Williams-Renault | 6      |
| 06   | Nelson Piquet     | Benetton-Ford    | 6      |
| 07   | Jean Alesi        | Ferrari          | 5      |
| 08   | JJ Lehto          | Dallara-Judd     | 4      |
| 09   | Stefano Modena    | Tyrrell-Honda    | 3      |
| 10   | Pierluigi Martini | Minardi-Ferrari  | 3      |
| 11   | Roberto Moreno    | Benetton-Ford    | 3      |
| 12   | Satoru Nakajima   | Tyrrell-Honda    | 2      |
| 13   | Mika Häkkinen     | Lotus-Judd       | 2      |
| 14   | Aguri Suzuki      | Lola-Ford        | 1      |
| 15   | Julian Bailey     | Lotus-Judd       | 1      |

| Pos. | Fahrer            | Konstrukteur       | Punkte |
| ---- | ----------------- | ------------------ | ------ |
| 16   | Emanuele Pirro    | Dallara-Judd       | 1      |
| 17   | Thierry Boutsen   | Ligier-Lamborghini | 0      |
| 18   | Nicola Larini     | Lambo-Lamborghini  | 0      |
| 19   | Bertrand Gachot   | Jordan-Ford        | 0      |
| 20   | Gabriele Tarquini | AGS-Ford           | 0      |
| 21   | Gianni Morbidelli | Minardi-Ferrari    | 0      |
| 22   | Mark Blundell     | Brabham-Yamaha     | 0      |
| 23   | Éric Bernard      | Lola-Ford          | 0      |
| 24   | Eric van de Poele | Lambo-Lamborghini  | 0      |
| 25   | Érik Comas        | Ligier-Lamborghini | 0      |
| 26   | Martin Brundle    | Brabham-Yamaha     | 0      |
| 27   | Maurício Gugelmin | Leyton House-Ilmor | 0      |
| –    | Michele Alboreto  | Footwork-Ford      | 0      |
| –    | Ivan Capelli      | Leyton House-Ilmor | 0      |
| –    | Andrea de Cesaris | Jordan-Ford        | 0      |

### Konstrukteurswertung
| Pos. | Konstrukteur     | Punkte |
| ---- | ---------------- | ------ |
| 01   | McLaren-Honda    | 50     |
| 02   | Ferrari          | 16     |
| 03   | Williams-Renault | 12     |
| 04   | Benetton-Ford    | 9      |
| 05   | Tyrrell-Honda    | 5      |
| 06   | Dallara-Judd     | 5      |
| 07   | Minardi-Ferrari  | 3      |
| 08   | Lotus-Judd       | 3      |

| Pos. | Konstrukteur       | Punkte |
| ---- | ------------------ | ------ |
| 09   | Lola-Ford          | 1      |
| 10   | Ligier-Lamborghini | 0      |
| 11   | Lambo-Lamborghini  | 0      |
| 12   | Jordan-Ford        | 0      |
| 13   | AGS-Ford           | 0      |
| 14   | Brabham-Yamaha     | 0      |
| 15   | Leyton House-Ilmor | 0      |
| –    | Footwork-Ford      | 0      |